# Rajecká dolina
Rajecká dolina (Rajecká kotlina) je podcelek Žilinské kotliny. Tvoří ho zejména údolí, kterým teče řeka Rajčanka, pramenící v Strážovských vrších, protékající přes rázovitou obec Čičmany. Teče směrem severním a vlévá se v Žilině zleva do řeky Váh. Dolina je ze západní strany tvořena Strážovskou vrchovinou s nejvyšším vrchem Strážov, z východní strany ji ohraničuje masiv Lúčanské Malé Fatry (část Malé Fatry na jih od Váhu). Celá dolina je bohatá na flóru a přírodní výtvory, velmi známé jsou lázně Rajecké Teplice, a množství jiných zajímavostí.

## Obce
- Čičmany
- Ďurčiná
- Fačkov
- Jasenové
- Kamenná Poruba
- Kľače
- Konská
- Kunerad
- Lietava
- Lietavská Lúčka
- Lietavská Svinná-Babkov
- Malá Čierna
- Podhorie
- Porúbka
- Rajec
- Rajecká Lesná
- Rajecké Teplice
- Stránske
- Šuja
- Turie
- Veľká Čierna
- Zbyňov